# Muang Pakbèng
Muang Pakbèng är ett distrikt i Laos.   Det ligger i provinsen Udomxai, i den nordvästra delen av landet, 270 km nordväst om huvudstaden Vientiane.